# Lyonel Feininger
Lyonel Charles Feininger (uttal: /'lajənəl 'fainiŋər/), född 17 juli 1871 i New York, USA, död 13 januari 1956 i New York, var en tysk-amerikansk målare, grafiker och serieskapare. Han var en pionjär inom den amerikanska seriekonsten och senare även inom den abstrakta expressionismen. Hans son var den kände fotografen Andreas Feininger.

## Biografi

### Tidiga år
Feininger föddes av tysk-amerikanska föräldrar i New York; hans far var den tysk-amerikanske violinisten och kompositören Karl Feininger. Han fick sin utbildning (musik) i Berlin, dit han flyttade som 16-åring.
1894 debuterade han som satirtecknare inom pressen – först för tyska, senare för franska och amerikanska tidningar, och därefter var han fram till 1906 verksam som tidningstecknare i Berlin.

### Seriepionjär
1906–07 producerade Feininger flera tecknade serier för Chicago Tribune. Serierna, som kännetecknades av modernistiska inslag, inkluderade den stiliserade och fantasipräglade fortsättningsserien The Kin-der-Kids. Strax därefter inledde han sin karriär som målare.

### 1910- till 1930-talet
I Paris kom han 1911 i kontakt med Robert Delaunays och kubisternas verk. Efter 1913 gjorde han Tyskland till sitt hem och umgicks med medlemmarna i Der Blaue Reiter och undervisade senare vid Bauhaus i Weimar och Dessau-Rosslau.
Tillsammans med Vasilij Kandinskij, Paul Klee och Alexej von Jawlensky bildade han 1924 gruppen Die Blaue Vier. 
Lyonel Feininger var en av alla de konstnärer som Propagandaministeriet förbjöd. 378 verk av honom beslagtogs av den anledningen på tyska museer. Ett 20-tal målningar visades på olika nationalsocialistiskt arrangerade utställningar under 1930-talet, sju av dem på Entartete Kunst i München 1937. Många såldes därefter till museer eller privatpersoner i USA, en del återbördades till tyska museer, ett fåtal förstördes i sin lagerhållning i krigets slutskede.
Feininger återvände under förföljelsen till USA.

### Senare år (USA) och foto
Efter återflytten till USA bidrog Feiningers undervisning, författarskap och sena akvareller mycket för uppkomsten av den abstrakta expressionismen.
1955 valdes Feininger in i American Academy of Arts and Letters.
Vid sidan om sitt tecknande och målande ägnade sig Feininger även åt att fotografera. Vid sin död 1956 lämnade han efter sig ett stort antal foton tagna från sent 20-tal till mitten av 50-talet. Det mesta av fotona förblev dock opublicerade under hans livstid. Dessutom spelade han piano och gjorde musikkompositioner, bland annat för piano och fugor för orgel.

## Stil
Alla hans tidiga intryck återspeglas hos hans målningar: musik, leksakstillverkning, skyskrapor på Manhattan, tåg, broar och båtar.
Feiningers delvis nonfigurativa akvareller har en komposition som präglas av dynamik och rytm.

## Utmärkelser
Asteroiden 6653 Feininger är uppkallad efter honom.